# Аржаники
Аржаники — деревня в Гагаринском районе Смоленской области России. Входит в состав Кармановского сельского поселения. По состоянию на 2020 год постоянное население — 1 человек. 
Расположена в северо-восточной части области в 38 км к северо-востоку от Гагарина, в 23 км западнее автодороги Р90 Тверь — Уваровка, на берегу реки Яуза. В 22 км севернее деревни расположена железнодорожная станция Обовражье на линии Москва — Ржев.

## История
В годы Великой Отечественной войны деревня была оккупирована гитлеровскими войсками в октябре 1941 года, освобождена в марте 1943 года.